# OceanaGold Nuggets
Gli OceanaGold Nuggets, noti anche come Otago Nuggets sono una società cestistica avente sede a Dunedin, in Nuova Zelanda. Fondati nel 1990, giocano nella National Basketball League.
Disputano le partite interne nel'Edgar Centre, che ha una capacità di 1.600 spettatori.

## Palmarès
- National Basketball League: 1

2020